# نجف تت
نجف تت أو نجفتت ، هي ملكة ذكرت في نقوش اكتشفت بالقرب من مجمع هرم الملك بيبي الأول (بالتحديد قرب مجمع هرم الملكة إننك إنتي). و كانت زوجة لبيبي الأول. و اسمها مشتق من اسم المقاطعة الثالثة عشر من مقاطعات مصر العليا، التي كانت تعرف بمقاطعة الحية و شجرة الجميز ، أو أسيوط حالياً ؛ فمن الممكن أن تكون عائلتها من هناك، و كان الزواج لتعزيز موقف الملك الذي عارضه بعض الأمراء المحليين في المقاطعة.

## ألقابها
- عظيمة صولجان حتس (المفضلة عند الملك).
- من ترى حور و ست.
- عظيمة الثناء.
- زوجة الملك.
- زوجة الملك و حبيبته.
- كاهن خت / خادمة / رفيقة حور.[3]